# Airbaglandesystem

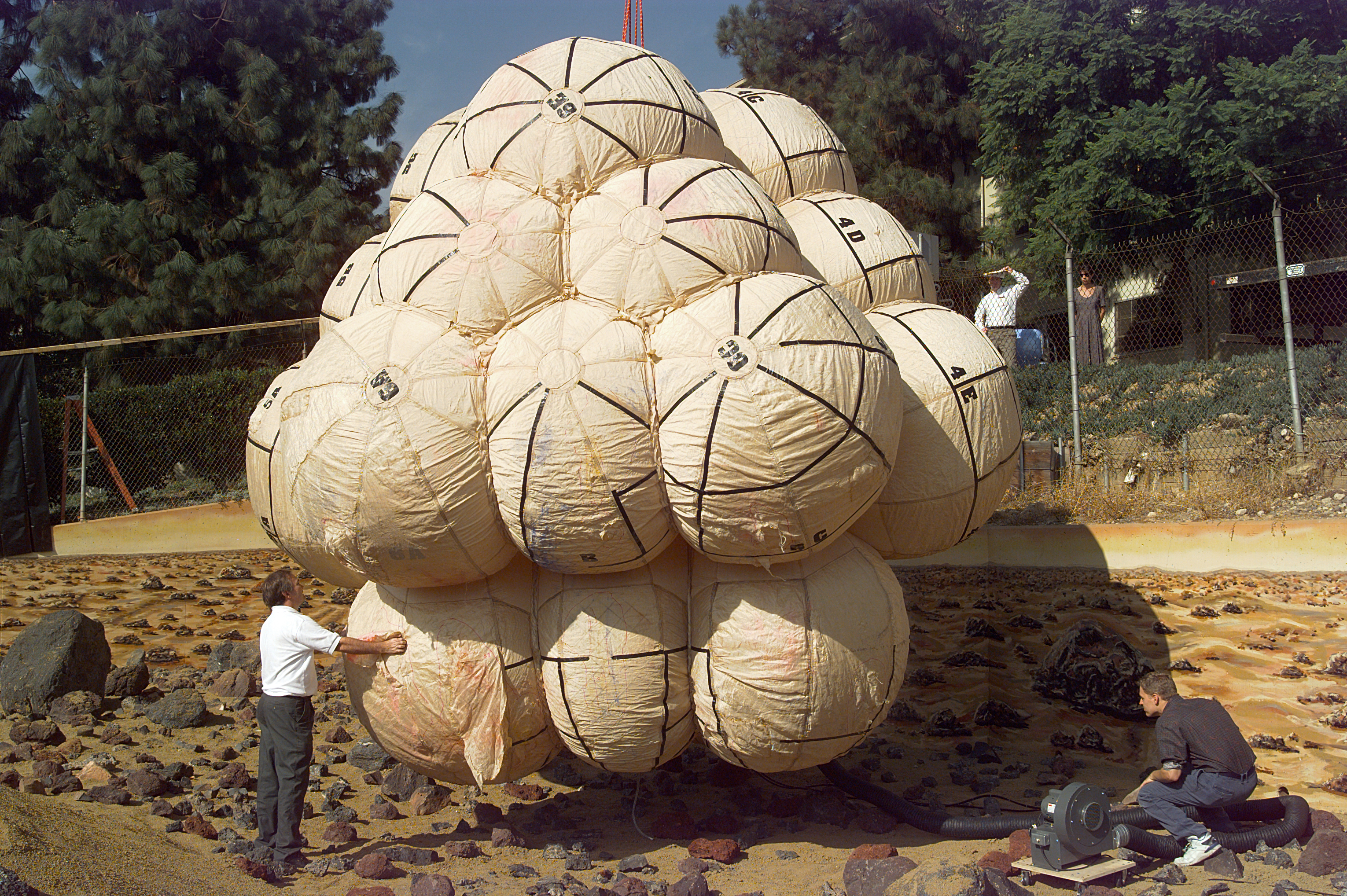
Ingenieure der NASA testen das Airbaglandesystem des Mars Pathfinder

Airbaglandesysteme finden in der Raumfahrt Anwendung. Sie werden vor dem Aufprall aufgeblasen, um diesen zu dämpfen.
So verwendete die Sowjetunion bei ihren Luna-Missionen erfolgreich Airbags für eine weiche Landung auf dem Mond. Erfolgreiche Landungen gelangen so bereits 1966 mit Luna 9 und 13.
Die amerikanische Weltraumagentur NASA bzw. dessen Zulieferer und Produzent von Spezialtechnik, ILC Dover, griff diese Idee erst 30 Jahre später wieder auf. Die Mars-Sonden Pathfinder (1997), Spirit (2004) und Opportunity (2004) landeten sicher mit dessen System auf dem Mars. Im als Nachfolger der amerikanischen Space Shuttles geplanten Raumfahrzeug Orion sollen Airbags erstmals in einem bemannten Raumfahrzeug eingesetzt werden. Die europäische Marssonde Beagle 2 sollte 2003 dieses System nutzen, ging aber bei der Landung aus nicht restlos geklärten Gründen verloren. Auch die JAXA setzte 2022 bei der unbemannten Mondmission Omotenashi auf einen Airbag als Landehilfe, jedoch ging der Kontakt zur Sonde verloren.

## Belege
1. ↑  Brian Harvey: Soviet an Russian Lunar Exploration. Praxis Publishing, Chichester, 2007.
2. ↑  NASA: Spacecraft: Airbags. Abgerufen am 22. August 2023 (englisch).
3. ↑  Frank Morring, Jr.:  Orion Landing Airbag In Works (Memento vom 22. März 2012 im Internet Archive). Aviation Week, 19. Juni 2008.
4. ↑  Justin Ray: Scientists find obstacle at heart of Beagle landing zone. Spaceflight Now, 29. Dezember 2003.
5. ↑  NASA: Teams Confirm No Damage to Flight Hardware, Focus on November for Launch. 30. September 2022, abgerufen am 2. Oktober 2022 (englisch).
6. ↑  The Universe. Space. Tech: Japan admitted defeat after a failed attempt to conquer the Moon. 25. November 2022, abgerufen am 1. Dezember 2022 (englisch).